# Unione Sportiva Ausonia La Spezia
L'Unione Sportiva Ausonia La Spezia, nota semplicemente come Ausonia La Spezia, è stata una società calcistica italiana con sede nel comune della Spezia. Ha disputato nel secondo dopoguerra un campionato di Serie B-C ed uno di Serie C.

## Storia
Fondata come Unione Sportiva Ausonia nel 1919, condusse per oltre due decadi attività a livello locale. Nel 1945, acquisendo i diritti dei Dipendenti Municipali La Spezia, venne iscritta al campionato di Serie B-C assumendo la denominazione "Unione Sportiva Ausonia La Spezia".
L'Ausonia La Spezia arrivò ultima, prendendo parte l’anno dopo alla Serie C e terminando il campionato con una retrocessione.
Ritirata dal campionato nel 1951, sciolta e radiata dalla FIGC, la squadra venne rifondata nel 1963 come Ausonia Brin e prese parte a campionati dilettantistici, prima di sciogliersi nuovamente nel 1987.